# ريتشارد بوند
ريتشارد بوند (بالإنجليزية: Richard Bond)‏ هو مهندس معماري أمريكي، ولد في 1798 في كونواي في الولايات المتحدة، وتوفي في 1861 في Roxbury, Boston ‏ في الولايات المتحدة.